# Zenta-osztály
A Zenta-osztályú cirkálókat a pólai Arzenál építette az Osztrák–Magyar Monarchia haditengerészetének megbízásából.
Az osztály tagjai az SMS Zenta, SMS Aspern és az SMS Szigetvár voltak, melyek azonos tervek alapján készültek. Mindhárom csatahajót 1911-12-ben átépítették, ennek ellenére az első világháború kitörésekor már nem számítottak korszerűnek. A tengeri háború első lövését a Zenta adta le, amikor részt vett Antivari bombázásában.
A Zentát a világháború első tengeri ütközetében, 1914. augusztus 16-án, francia csatahajók süllyesztették el, míg az Aspern és a Szigetvár cirkálókat a háború után Nagy-Britanniának ítélték oda. 1920-ban lebontották őket.